# Agnese Innocente
Agnese Innocente (Massa, 6 marzo 1994) è un'illustratrice e fumettista italiana che si dedica principalmente ad opere per bambini e ragazzi.

## Biografia
Ha esordito in Italia come illustratrice sulla graphic novel Dieter è Morto, per cui è stata candidata al Premio Boscarato 2018 come Autore Rivelazione. L'opera è stata importata da Shockdom anche in Spagna, Francia, Inghilterra e Portogallo.
Partecipa come autrice completa a Grimorio II, antologia autoprodotta di Attaccapanni Press, pubblicata in occasione di Lucca Comics & Games 2018.
Nel 2019 ha pubblicato il suo primo libro a fumetti realizzato come autrice completa, Il Meraviglioso Mago di Oz di Frank L. Baum, una reinterpretazione in chiave fumettistica del romanzo Il meraviglioso mago di Oz di Frank L. Baum.
Nel 2020 è una degli undici artisti selezionati per realizzare il poster della 54ª edizione di Lucca Comics & Games, illustrazioni eseguite sotto le direttive di Roberto Recchioni.
Con Girotondo, insieme a Sergio Rossi ha vinto il Premio Andersen 2021 nella categoria “Miglior libro a fumetti”. L'opera viene pubblicata anche in Russia e negli U.S.A.
Sempre nel 2021 collabora con Square Enix e Everyeye.it per la realizzazione di un dipinto digitale dedicato al videogioco Nier Replicant.
Con Anna dai Capelli Verdi, lei e Micol Beltramini vincono il Premio Carlo Boscarato del Treviso Comic Book Festival 2022, nella categoria "Miglior fumetto per un pubblico giovane". Il premio è ex aequo con l'antologia Fai Rumore, del collettivo Moleste. Nel 2024, sempre con Micol Beltramini, realizza Heartbreak Hotel. La graphic novel viene selezionata nella terna finalista del Premio Mare di Libri 2025.
Sempre nel 2024, avvia una collaborazione con Jean-Luc Cornette, che la porta a realizzare i disegni per due biografie a fumetti: Audrey. La ragazza con gli occhi da cerbiatto e Tumpie - La Jeunesse tumultueuse de Josephine Baker. L'anno seguente cura la direzione artistica di 50 Animali in via di Estinzione, libro illustrato scritto dal divulgatore Willy Guasti ed edito Tomodachi Press.
Nella sua carriera in Italia ha collaborato come illustratrice con svariate case editrici come Il Battello a Vapore, Il Castoro, Shockdom, De Agostini, Panini, Giunti e Rizzoli; negli Stati Uniti d'America ha collaborato con Disney, Papercutz e Space Between Entertainment.

## Opere

### Fumetti
- Chris Savino, The Loud House. There Will Be More Chaos, Papercutz, 2017, ISBN 978-1545802106.
- Maurizio Davide Furini e Federico Chemello, Dieter è Morto, Shockdom, 2018, ISBN 978-8893360937.
- Chris Savino, The Loud House. Loud & Proud, Papercutz, 2019, ISBN 978-1545802106.
- Il Meraviglioso Mago di Oz di Frank L. Baum, Il Battello a Vapore, 2019, ISBN 978-8856669770.
- Rhona Cleary, Disney Mulan's Adventure Journal: The Palace of Secrets, Disney Comics, 2020, ISBN 978-1506716534.
- Sergio Rossi e Agnese Innocente, Girotondo, Il Castoro, 2020, ISBN 978-8869665943.
- Micol Arianna Beltramini, Anna dai capelli verdi, Piemme , 2022, ISBN 978-8856681543.
- Rhona Cleary, Disney Anna's Adventure Journal: Behind the Castle Walls, Disney Comics, 2022, ISBN 978-1761291425.
- Micol Arianna Beltramini, Heartbreak Hotel, Il Castoro, 2024, ISBN 979-1255331339
- Jean-Luc Cornette e Agnese Innocente, Audrey. La ragazza con gli occhi da cerbiatto, Il Castoro, 2024, ISBN 9791255332497

### Illustrazioni
- Claire Martini, Il sogno di Melissa. Prime ballerine (Vol. 1), Mondadori, 2019, ISBN 978-8804707707.
- Claire Martini, Due stelle sul palco. Prime ballerine (Vol. 2), Mondadori, 2019, ISBN 978-8804707714.
- Vichi de Marchi, A Casa da Soli!, Giunti, 2019, ISBN 978-8809876873.
- Francesco Fagnani, Scilla e il telefonino, Librì progetti educativi, 2019, ISBN 978-8832059038.
- Antonio Calvani e Benedetto Zanaboni, Le indagini di zia Teresa. Rapimento a Rialto, Erickson, 2019, ISBN 978-8859019329.
- Antonio Calvani e Benedetto Zanaboni, Le indagini di zia Teresa. Furto al porto, Erickson, 2019 ISBN 978-8859019336.
- Carlotta Cubeddu, La Banda dei 999. Il ritorno dello ierofante, Fox & crow, ISBN 978-1916167223
- Claire Martini, Il balletto del cuore. Prime ballerine (Vol. 3), Mondadori, 2020, ISBN 978-8804722793.
- Leonardo Patrignani e Francesco Trento, No spoiler!: La mappa segreta di tutte le storie, De Agostini, 2020, ISBN 978-8851176921.
- Silvia Piccolo, Le Allegre Vicende di Giamprugnetta, Einaudi Ragazzi, 2020, ISBN 978-8866565949.
- Antonio Calvani e Benedetto Zanaboni, Le indagini di zia Teresa. Un falso al museo, Erickson, 2020, ISBN 978-8859023227.
- Antonio Ferrara, Cino e Tempesta. Un amico speciale, Il Castoro, 2021, ISBN 978-8869666810.
- Liza Charles, The Lion Who Could Not Roar, Scholastic Asia, 2021
- Antonio Ferrara, Cino e Tempesta. La gara di judo, Il Castoro, 2021, ISBN 978-8869667763.
- Iacopo Melio, Tutti i Fiori che Sei. 12 Storie per mia Sorella, Rizzoli, 2021, ISBN 978-8817149211.
- Antonio Calvani e Benedetto Zanaboni, Le indagini di zia Teresa. Colpo a palazzo, Erickson, 2021, ISBN 978-8859024231.
- Antonio Calvani e Benedetto Zanaboni, Le indagini di zia Teresa. Sabotaggio sulla nave, Erickson, 2021, ISBN 978-8859024248.
- Antonio Ferrara, Cino e Tempesta. Il veterinario, Il Castoro, 2022, ISBN 978-8869668685.
- Massimo Temporelli e Barbara Gozzi, Sbagliando si impara. Storie di geni che non si sono arresi, National Geographic Kids, 2022, ISBN 978-8854050716.
- Francesco Morgando, CALYPSO. La bambina wi-fi, Feltrinelli Kids, 2023, ISBN 978-8807924309